# Пастрана Борреро, Мисаэль
Мисаэль Эдуардо Пастрана Борреро (исп. Misael Eduardo Pastrana Borrero; 14 ноября 1923, Нейва — 21 августа 1997, Богота) — президент Колумбии (1970—1974). Член Колумбийской консервативной партии.

## Биография
Окончил Понтификальный университет имени Франциска Ксаверия в Боготе и Институт Ферри в Риме. В период президентства Мариано Оспины Переса был его личным секретарём. 
В 1960—61 годах был министром общественных работ, в сентябре-ноябре 1961 — министром финансов, в 1966—68 — министром внутренних дел. В 1968—70 годах был послом в США.
В 1970 году участвовал в президентских выборах как кандидат Национального фронта Консервативной и Либеральной партий и получил 1 625 025 (41,2 %) голосов против 1 561 468 (39,6 %) у бывшего диктатора Густаво Рохаса Пинильи и 417 350 (10,6 %) у консерватора-самовыдвиженца Белисарио Бетанкура. 
Сторонники Пинильи подвергли сомнению победу Пастраны. Впоследствии несогласные с результатами выборов создали организацию «Движение 19 апреля», которое долгое время вело вооружённую борьбу с правительством. Президентство Пастраны было отмечено осложнением экономической ситуации.
Сын, Андрес Пастрана Аранго, был президентом Колумбии в 1998—2002 годах и тоже представлял консерваторов.